# Robin Hood – karlar i trikåer
Robin Hood – karlar i trikåer (engelska: Robin Hood: Men in Tights) är en amerikansk komedi från 1993 i regi av Mel Brooks. Filmen är en parodi på berättelserna om Robin Hood, då speciellt filmen Robin Hood: Prince of Thieves från 1991. Filmen hade Sverigepremiär den 1 april 1994.

## Handling
Robin Hood (Elwes) blir tillfångatagen under korstågen. I fängelset möter han morianen Asneeze som hjälper honom att bryta sig ut. När han väl kommer tillbaka till England, efter en lång simtur, upptäcker han att Prins John har tagit över Englands tron medan Prins Johns bror, Kung Rikard Lejonhjärta, är ute och kämpar i korstågen. Robin bestämmer sig för att bekämpa Prins John, och tillsammans med Lille John, Will Scarlett, Asneezes son utbytesstudenten Ahchoo och Robins blinde trogne tjänare Blinkin försöker han skapa ett rövarband i Sherwoodskogen. Allt blir dock mer komplicerat då han förargar sheriffen av Rottingham, upptäcker kärleken i jungfru Marian och hennes kyskhetsbälte.

## Rollista (i urval)
| Cary Elwes        | – Robin Hood              |
| Amy Yasbeck       | – Lady Marian Fitzwalter  |
| Eric Allan Kramer | – Lille John              |
| Richard Lewis     | – Prins John              |
| Roger Rees        | – Sheriffen av Rottingham |
| Matthew Porretta  | – Will Scarlett           |
| Mark Blankfield   | – Blinkin                 |
| Isaac Hayes       | – Asneeze                 |
| Dave Chappelle    | – Ahchoo                  |
| Megan Cavanagh    | – Broomhilde              |
| Tracey Ullman     | – Latrine                 |
| Mel Brooks        | – Rabbin Tuckman          |
| Patrick Stewart   | – Kung Rikard             |
| Dick Van Patten   | – Abboten                 |
| Dom DeLuise       | – Don Giovanni            |